# George LeMieux
George Stephen LeMieux (n. Fort Lauderdale, Florida, 21 de mayo de 1969) es un político estadounidense que fue Senador de los Estados Unidos por el Estado de Florida entre el 9 de septiembre de 2009 y el 3 de enero de 2011. Es presidente del bufete de abogados Gunster Yoakley & Stewart, con sede en Florida. y fue jefe de personal del gobernador Charlie Crist. Fue Diputado de la Procuraduría General de la Florida y se le atribuye haber encabezado la exitosa campaña de Crist para gobernador. El 28 de agosto de 2009, Crist anunció que nominaría a LeMieux como senador de los EE. UU. Para reemplazar a Mel Martínez , quien semanas antes había anunciado que dimitiría tan pronto como Crist anunciara su sucesor. El 5 de abril de 2011, LeMieux anunció formalmente que se presentaría para competir contra el senador demócrata Bill Nelson en 2012, pero se retiró de las elecciones en junio de 2012.

## Primeros años y educación
LeMieux nació en Fort Lauderdale, Florida, hijo del contratista George Harvey LeMieux y Karen Ann Huckestein. Creció en Coral Springs, Florida, y se graduó de la Coral Springs High School en 1987. Se matriculó en la Universidad Emory, donde se especializó en ciencias políticas. Durante su período universitario, se desempeñó como presidente de la sección Beta Epsilon de la Fraternidad Delta Tau Delta y se llegó a ser magna cum laude, Phi Beta Kappa en 1991. Se graduó en 1994 y se unió al bufete Gunster Yoakley & Stewart PA, ejerciendo en su oficina en Fort Lauderdale. LeMieux enfocó su práctica legal en la resolución de disputas comerciales y gubernamentales, y asesora a ejecutivos y ejecutivos de C-Suite en negocios, derecho y gobierno desde una perspectiva local, estatal y nacional. Ejerció continuamente en dicho bufete durante ocho años, momento en el que se fue para servir como fiscal general adjunto de Florida y jefe de personal de la Oficina del Fiscal General, donde supervisó a más de 400 abogados y 1,300 empleados en total.

## Carrera

### Servicio público
LeMieux trabajó en estrecha colaboración con Charlie Crist y se le atribuye ser el "maestro" detrás de la campaña de Crist para Gobernador. Su amistad con Crist comenzó en la década de 1990 cuando Crist era un senador estatal de San Petersburgo y LeMieux estaba trabajando para expandir el papel del Partido Republicano en el condado de Broward, de fuerte tradición demócrata.
En 1998, LeMieux se postuló para la Cámara de Representantes estatal, enfrentando al demócrata Tracy Stafford, titular del escaño. Hizo campaña por un mejor seguro de salud, una burocracia más eficiente y grupos más pequeños de clases. The St. Petersburg Times lo citó diciendo: "Recuerdo estar sentado en las aulas en el condado de Broward con 40 niños en ellas". También respaldó la instauración de un límite de $100 en la cantidad de dinero que las compañías de fuera del estado podrían dar a los candidatos de Florida como una forma de permitir que los trabajadores tengan un mayor impacto en el sistema. Tras perder las elecciones, LeMieux se convirtió en jefe del Partido Republicano en el condado de Broward.
En 2002, Crist nombró a LeMieux jefe de personal en la oficina del fiscal general. LeMieux dejó la firma de Gunster Yoakley para tomar el cargo cuando Crist asumió el cargo el 7 de enero de 2003. LeMieux también se desempeñó como jefe de campaña de Crist para la elección primaria de 2006, en la que derrotó a su rival Tom Gallagher por 32 puntos y ganó la nominación republicana. Como jefe de campaña, LeMieux dio forma al mensaje de Crist y realizó movimientos estratégicos clave, como exigir atriles para el segundo debate televisivo con el opositor demócrata Jim Davis en lugar de una mesa de conferencias, y también decidir que Crist no recibiría al presidente George W. Bush en el día antes de las elecciones. Cuando se le preguntó por qué Crist no asistía a la visita del Presidente a Florida, Karl Rove respondió: "solo pregúntale a George LeMieux". LeMieux también desempeñó un papel importante en la elección de Jeff Kottkamp como compañero de fórmula de Crist. Crist ganó las elecciones y fue consagrado como gobernador de Florida, asumiendo el cargo el 2 de enero de 2007.
Mientras estaba en el servicio público, LeMieux manejó a más de 400 abogados como vice fiscal general, condujo negociaciones compactas con la Tribu Seminole de Florida como jefe de Gabinete del Gobernador y supervisó todos los aspectos de la Oficina Ejecutiva del Gobernador, incluida la agenda legislativa del Gobernador, iniciativas de política y la gestión de las agencias que dependen del Gobernador. Poco antes de dejar el cargo público, asumió el papel de enlace del gobernador Crist con el "Consejo de los 100", un grupo no partidista de líderes empresariales de alto poder, señalando que Crist quería que él trabajara con el consejo para encontrar formas de ayudar a las empresas.

### Senador de los Estados Unidos
LeMieux propuso "la Solución de 2007", un plan para eliminar el déficit para 2013 y reducir la deuda pública nacional casi a la mitad para 2020.
El jueves 13 de mayo de 2010, el Senado adoptó una enmienda a la Reforma regulatoria financiera, entonces pendiente, que fue autorizada por LeMieux y la senadora Maria Cantwell de Washington D. C.. Un editorial en el Wall Street Journal aplaudió la enmienda de LeMieux diciendo que sus reformas "destruirían el cártel de calificaciones creado por el gobierno" y que "el Sr. LeMieux quiere que las instituciones realicen una debida diligencia sobre los activos que poseen en lugar de simplemente cumplir con la ley al mantener activos con una alta calificación de S&P".
Durante su tiempo en el Senado, LeMieux fue reconocido por su historial en pro-negocios y reforma fiscal. Ha recibido varios premios, incluida una calificación del 93% del National Taxpayer Union y el premio "Espíritu de Emprendimiento" de la Cámara de Comercio de Estados Unidos.
El 15 de abril de 2011, poco después de abandonar el cargo, LeMieux anunció su candidatura para el escaño en el Senado de los Estados Unidos que tenía Bill Nelson. Mientras se postulaba para el escaño, LeMieux hizo campaña en una plataforma de responsabilidad fiscal, pero finalmente el 20 de junio de 2012 retiró su candidatura. Posteriormente, respaldó al representante republicano Connie Mack IV, quien no logró ser electo.